# Henricia irregularis
Henricia irregularis är en sjöstjärneart som beskrevs av Hayashi 1940. Henricia irregularis ingår i släktet Henricia och familjen krullsjöstjärnor. Inga underarter finns listade i Catalogue of Life.